# 木檜三四郎
木檜 三四郎（こぐれ さんしろう、1868年9月19日（明治元年8月4日） - 1959年（昭和34年）8月14日）は、明治時代から昭和時代にかけての日本の政治家。初代参議院仮議長である。位階・勲等は正四位勲二等（旭日重光章）。群馬県吾妻郡岩島村（のち吾妻町、現在の東吾妻町）出身。東京専門学校（現在の早稲田大学）政治科卒業。

## 年譜
- 1868年、岩島村の片貝家に誕生。その後、木檜家に養子に出される。
- 1894年、群馬県議会議員初当選。以後連続6期当選。
- 1920年、衆議院議員初当選。以後6期当選
- 1928年、第25回列国議会同盟会議（ベルリン）に日本代表として列席。
- 1947年、参議院議員当選。参議院仮議長を務める。参議院議員1期を務める。
- 1959年8月14日、死亡。

## 政治家としての歩み
- 群馬県吾妻郡原町長
- 吾妻郡会議員、吾妻郡会議長
- 群馬県議会議員（6期）
- 衆議院議員（7期）
- 参議院議員（1期）、参議院仮議長

## 所属政党
- 憲政会（憲政会党務委員長）
- 立憲民政党（立憲民政党総務）

## 主な役職
- 吾妻郡所得税調査委員
- 吾妻郡簡易生命保険運用委員
- 吾妻郡鉄道会議議員
- 群馬県森林組合連合会会長
- 群馬県農工銀行監査役
- 原町銀行取締役
- 奥利根ホテル社長
- 日刊群馬日日新聞社社長
- 群馬バス取締役

## 出席した国際会議
- 第14回万国議院商事会議（パリ）
- 第25回列国議会同盟会議（ベルリン）

## 逸話
- 戦時中の翼賛選挙のとき、軍部を批判したところ、選挙民の反感を買い、それまで連続6期当選していたにもかかわらず落選となった。戦後、参議院議員選挙に出馬し、1期務めた。